# Stróże Małe
Stróże Małe – wieś w Polsce położona w województwie podkarpackim, w powiecie sanockim, w gminie Sanok.
Między 1 lutego a 1 kwietnia 1977 w gminie Zagórz.

## Historia
Według przekazów nazwa wsi mogła pochodzić od dawnych straży na rzecz zamku w Sanoku, pełnionych na okolicznych wzgórzach. Strażnicy mieli osiedlić się w dolinach nad potokami i stąd przyjęto nazwy wsi Stróże Małe i Wielkie.
W XV wieku Dupplex Stroscha, Strosze. Wieś królewska  położona na przełomie XVI i XVII wieku w ziemi sanockiej województwa ruskiego, w drugiej połowie XVII wieku należała dzierżawy Sanoczek starostwa sanockiego.
W XIX wieku do końca życia właścicielem posiadłości tabularnej Stróże Małe i Stróże Wielkie był Jan Tchorznicki (zm. 1868)
. Później obiema wsiami władali spadkobiercy Jana Tchorznickiego. W 1886 właścicielami Stróży Małych byli spadkobiercy Kornelii Tchórznickiej. W 1890 właścicielkami tabularnymi dóbr we wsi były Józefa Rylska, Maria Szeliska i Teofila Tchórznicka, w 1897, 1904 Józefa Rylska. W 1905 Józefa Rylska posiadała we wsi obszar leśny 185 ha. Spadkobiercą majątku został Aleksander Mniszek-Tchorznicki, który w 1911 jako właściciel tabularny posiadał 133 ha.
W Stróżach Małych znajduje się kapliczka murowana z początku XIX wieku. We wsi istnieje Kościół Matki Boskiej Bolesnej, jako kaplica przynależący do parafii Przemienienia Pańskiego w Sanoku (wcześniej przynależący do parafii Najświętszego Serca Pana Jezusa w Sanoku, dekretem z 14 sierpnia 1958 włączony do parafii Przemienienia Pańskiego). W 1895 we wsi został wywiercony szyb naftowy o głębokości 315 m, należący do Anglika Perkinsa.
Pod koniec XIX wieku obie wsie Stróże leżały w odległości 3,7 km od Sanoka, nad potokami uchodzącymi do rzeki San w tym mieście. 
Leżały na wschodnim stoku pasma górskiego, zarośniętego lasem bukowym. Stróże Małe były wówczas położone na wzniesieniu o wysokości 351 m n.p.m.. Około 1890 we wsi było 47 domów i 280 mieszkańców (z czego 274 wyznania rzymskokatolickiego i 6 wyznania izraelickiego).
W 1913 w Sanoku została ustanowiona ulica Stróżecka (późniejsza ul. Stanisława Konarskiego).
W II Rzeczypospolitej wieś w powiecie sanockim województwa lwowskiego. Do 1939 wieś zamieszkiwali Polacy i Rusini, określający siebie jako Rusnaki. Było wówczas około 67 numerów domów. Ludność wynosiła wtedy 415 osób, prawie wyłącznie wyznania greckokatolickiego, zaś 7 mieszkańców było wyznania rzymskokatolickiego. Posługiwali się oni językiem polskim oraz ruskim z domieszką polskiego. Ludność zajmowała się uprawą roli o charakterze małorolnym. We wsi powszechne było pozdrowienie Sława Izusu Chrystu.  W latach 1945–1946 nacjonaliści ukraińscy z OUN-UPA zamordowali tutaj i we wsi Stróże Wielkie 6 Polaków oraz spalili gospodarstwa pozostałe po rodzinach przesiedlonych do ZSRR.
Przez wieś przepływało wtedy dwa potoki. Przed 1939 we wsi została postawiona kapliczka prywatna. We wsi funkcjonowała szkoła. We wcześniejszych latach istniała czytelnia Proswity, którą zamknięto z uwagi na działalność komunistyczną.
W latach 1975–1998 miejscowość administracyjnie należała do województwa krośnieńskiego.
Został założony klub piłkarski, LKS Płowce/Stróże Małe, który funkcjonuje w ramach wsi Płowce i Stróże Małe.